# Asgáta
Asgáta är en ort i Cypern.   Den ligger i distriktet Eparchía Lemesoú, i den sydöstra delen av landet, 50 km söder om huvudstaden Nicosia. Asgáta ligger 174 meter över havet och antalet invånare är 406. Den ligger på ön Cypern.
Terrängen runt Asgáta är kuperad norrut, men söderut är den platt.  Närmaste större samhälle är Germasógeia, 16,9 km väster om Asgáta. Trakten runt Asgáta består till största delen av jordbruksmark.
Medelhavsklimat råder i trakten. Årsmedeltemperaturen i trakten är 22 °C. Den varmaste månaden är augusti, då medeltemperaturen är 32 °C, och den kallaste är februari, med 11 °C. Genomsnittlig årsnederbörd är 510 millimeter. Den regnigaste månaden är december, med i genomsnitt 112 mm nederbörd, och den torraste är augusti, med 1 mm nederbörd.